# Jothopogon niveicolor
Jothopogon niveicolor là một loài ruồi trong họ Asilidae. Jothopogon niveicolor được Lehr miêu tả năm 1972. Loài này phân bố ở vùng Cổ Bắc giới.